# Helmut Wopfner
Helmut (Heli) Wopfner (ur. 26 czerwca 1924 w Innsbrucku, zm. 19 maja 2021) – austriacki geolog, emerytowany profesor Uniwersytetu Kolońskiego (Instytutu Geografii i Mineralogii).

## Życiorys
Po ukończeniu szkoły z tzw. małą maturą (mittlere Reife) został powołany do służby wojskowej pod koniec 1941 roku. Do końca kwietnia 1945 roku służył jako pilot w Luftwaffe. Po dostaniu się do niewoli brytyjskiej w północnych Niemczech spędził 11 miesięcy w różnych obozach jenieckich w Belgii, aż do zwolnienia w marcu 1946 roku. Następnie rozpoczął studia geologiczne na Uniwersytecie w Innsbrucku. Po ślubie (1955) opuścił wraz z rodziną Europę (kwiecień 1956) w celu podjęcia pracy w firmie Santos Ltd. w Adelajdzie na podstawie czteroletniego kontraktu z firmą Geosurveys of Australia Ltd. Mieszkał tam cztery lata. Został powołany do prowadzenia prac związanych z poszukiwaniem ropy naftowej na obszarach koncesyjnych spółki w Australii Południowej, Queensland, Nowej Południowej Walii i Terytorium Północnym. W 1956 zidentyfikował pierwsze struktury fałdowe w regionie basenu Oodnadatta. Doprowadziło to do odkrycia nowych złóż ropy naftowej i gazu ziemnego w basenie Eromanga. W 1960 wstąpił do służby geologicznej Australii Południowej i podjął się badań geologicznych północno-wschodniej części Australii Południowej i Terytorium Północnego. W styczniu 1962 awansował na stanowisko głównego geologa.
W 1973 został powołany na stanowisko profesorskie Uniwersytetu w Kolonii. Równocześnie dalej kontynuował pracę jako konsultant w Western Mining Corporation i do 1982 co roku podróżował do Australii. Badania prof. Wopfnera na Uniwersytecie w Kolonii koncentrowały się na potencjale ekonomicznym, tektoniczno-sedymentarnych facjach oraz paleoklimatycznym rozwoju permowo-triasowych sekwencji osadów obszaru Gondwany i terenów pochodnych.
Wopfner zmarł w 2021 roku w wieku 96 lat. Został pochowany w Varenie.

## Nagrody i wyróżnienia
- tytuł Distinguished Member of the Petroleum Exploration Society of Australia (PESA) (1973)[7]
- Sir Joseph Verco Medal of the Royal Society of South Australia (wrzesień 1973)
- Honorary Correspondent Australijskiego Towarzystwa Geologicznego (2009)[8].

## Wybrane publikacje
Pof. H. Wopfner jest autorem licznych publikacji z zakresu geologii ogólnej i geologii złóż. 
- Helmut Wopfner: Geology of the Earth, Australia, Enke, Stuttgart, 1997, ISBN 978-3-432-26661-9